# Az apa (televíziós sorozat)
Az apa egy 2022-ben bemutatott török televíziós sorozat, melynek főszereplői Haluk Bilginer és Tolga Sarıtaş.
Törökországban 2022. február 15. és december 27. között sugározta a Show TV, Magyarországon 2023. május 9-től sugározza az Izaura TV.

## Szereplők
| Szereplő          | Színész        | Magyar hang     |
| ----------------- | -------------- | --------------- |
| Emin Saruhanlı    | Haluk Bilginer | Harmath Imre    |
| Kadir Saruhanlı   | Tolga Sarıtaş  | Pálmai Szabolcs |
| Buşra Saruhanlı   | Özge Yağız     |                 |
| Servet Saruhalı   | Tamer Rumali   |                 |
| Ilhan Karaçam     | Hakan Kurtaş   |                 |
| Fazilet Saruhanlı | Ayda Aksel     |                 |

## Évados áttekintés
| Évad | Évad | Epizódok száma | Epizódok száma | Eredeti sugárzás     | Eredeti sugárzás   | Eredeti sugárzás | Magyar sugárzás      | Magyar sugárzás  | Magyar sugárzás |
| Évad | Évad | Török          | Magyar         | Évadpremier          | Évadfinálé         | Eredeti adó      | Évadpremier          | Évadfinálé       | Magyar adó      |
| ---- | ---- | -------------- | -------------- | -------------------- | ------------------ | ---------------- | -------------------- | ---------------- | --------------- |
|      | 1.   | 15             | 49             | 2022. február 15.    | 2022. május 31.    |                  | 2023. május 9.       | 2023. július 17. |                 |
|      | 2.   | 15             | 49             | 2022. szeptember 20. | 2022. december 27. | 2023. július 18. | 2023. szeptember 22. |                  |                 |